# زنان در دانش و فناوری ایران
زنان ایران در طول تاریخ در حوزه‌های مختلف علمی و فناوری نقش مهمی ایفا کرده‌اند. با وجود محدودیت‌های اجتماعی و فرهنگی در دوره‌های مختلف، زنان ایرانی توانسته‌اند در حوزه‌های مختلف از جمله پزشکی، مهندسی، علوم پایه و فناوری اطلاعات دستاوردهای مهمی کسب کنند. امروزه، تعداد زنان دانشمند و پژوهشگر در ایران به طور قابل توجهی افزایش یافته و سهم آنان در تولید علم و نوآوری رو به رشد است.

## تاریخچه حضور زنان در دانش و فناوری ایران
حضور زنان در عرصه‌های علمی و فناوری ایران تاریخچه‌ای چندصد ساله دارد. در دوران باستان و دوره‌های اسلامی، زنانی همچون حکیمان و پزشکانی فعالیت می‌کردند که آثاری از دانش و تجربه‌شان به جای مانده است. در دوران معاصر، با تأسیس دانشگاه‌ها و مؤسسات پژوهشی مدرن، فرصت‌های بیشتری برای مشارکت زنان فراهم آمد. فعالیت‌های آنان در حوزه‌های مختلف از قبیل پزشکی، مهندسی، نجوم، ریاضیات و علوم پایه موجب رشد چشمگیر علم در ایران شده است. 

## سهم زنان در آموزش عالی و پژوهش
بر اساس آمارهای منتشر شده توسط نهادهای رسمی، حضور زنان در آموزش عالی و پژوهش ایران در دهه‌های اخیر با رشد قابل توجهی همراه بوده است. در سال تحصیلی ۱۴۰۰-۱۴۰۱، از مجموع ۵۲۶٬۵۲۰ دانش‌آموخته مؤسسات آموزش عالی کشور، ۴۸٫۲ درصد (۲۵۴٬۰۱۲ نفر) را زنان تشکیل می‌دادند. 
در حوزه اعضای هیئت علمی، سهم زنان از ۱۵ درصد در سال تحصیلی ۱۳۵۶-۱۳۵۷ به ۲۷ درصد در سال ۱۳۹۹-۱۴۰۰ افزایش یافته است. 
همچنین، تعداد محققان زن از ۳۵٬۲۴۰ نفر در سال ۱۳۹۱ به ۸۷٬۲۸۴ نفر در سال ۱۴۰۱ افزایش یافته است که نشان‌دهنده رشد سهم محققان زن از ۲۶ درصد به ۳۱ درصد در این دوره است. 
این آمارها بیانگر پیشرفت مستمر و نقش پررنگ‌تر زنان در عرصه‌های علمی و پژوهشی کشور است.

## ثبت اختراعات و نوآوری‌ها
زنان ایرانی نه تنها در تولید علم بلکه در ثبت اختراعات و ارائه نوآوری‌های فناورانه نیز پیشگام بوده‌اند. پژوهشگران زن در حوزه‌های مهندسی، فناوری اطلاعات و صنایع پیشرفته، اختراعات متعددی ثبت کرده‌اند که منجر به بهبود فرآیندها و ارائه راه‌حل‌های نوین در صنایع مختلف شده است. این دستاوردها نه تنها در سطح ملی بلکه در عرصه بین‌المللی مورد توجه قرار گرفته‌اند.

## دستاوردهای زنان ایرانی در علم و فناوری
زنان ایرانی موفق به کسب دستاوردهای علمی برجسته‌ای شده‌اند. در سال‌های اخیر تعداد قابل توجهی از پژوهشگران زن در فهرست‌های بین‌المللی پر استناد قرار گرفته‌اند. این موفقیت‌ها شامل دریافت جوایز معتبر علمی، انتشار مقالات پژوهشی در نشریات بین‌المللی و ارائه اختراعات جدید در حوزه‌های فناوری می‌شود.

### فهرستی از زنان موفق ایرانی در حوزه علم و فناوری
برخی از زنان موفق ایرانی در این حوزه عبارتند از:
- مریم میرزاخانی: ریاضی‌دان برجسته که در سال ۱۳۹۳ به عنوان اولین زن موفق به دریافت مدال فیلدز شد. [۷]
- انوشه انصاری: مهندس و کارآفرین ایرانی-آمریکایی که به عنوان نخستین زن گردشگر فضایی شناخته می‌شود. [۸]
- پریسا تبریز: متخصص امنیت سایبری که با ارائه راهکارهای نوین در زمینه مقابله با تهدیدات دیجیتال سهم مهمی در بهبود امنیت اطلاعات داشته است. [۹]
- پردیس ثابتی: زیست‌شناس محاسباتی و استاد دانشگاه هاروارد که الگوریتم‌هایی برای تحلیل اثرات ژنتیکی بر تکامل بیماری‌ها توسعه داده و در تحقیقات مرتبط با ژنوم ویروس ابولا نقش مهمی داشته است. [۱۰]

## دستاوردهای بین‌المللی
زنان ایرانی در حوزه علم و فناوری با غلبه بر چالش‌ها و محدودیت‌ها، موفق به کسب دستاوردهای بین‌المللی قابل‌توجهی شده‌اند. این موفقیت‌ها نه‌تنها نشان‌دهنده توانمندی و استعداد بالای آنان است، بلکه تأثیر مثبتی بر جایگاه علمی و فناوری ایران در جهان داشته است. حضور فعال زنان در پروژه‌های تحقیقاتی، توسعه فناوری‌های نوین و کسب جوایز معتبر بین‌المللی، بیانگر نقش پررنگ آنان در پیشبرد مرزهای دانش و فناوری است. این دستاوردها همچنین الهام‌بخش نسل‌های آینده زنان ایرانی برای ورود و پیشرفت در عرصه‌های علمی و فناوری خواهد بود. 

## نقش زنان در استارتاپ‌ها و نوآوری‌های فناورانه
زنان ایرانی در دهه‌های اخیر به‌عنوان یکی از محرک‌های اصلی نوآوری در صنعت استارتاپ‌ها شناخته شده‌اند. آنان با تأسیس شرکت‌های دانش‌بنیان و استارتاپ‌های فناورانه، زمینه‌های نوینی را در حوزه‌های فناوری اطلاعات، هوش مصنوعی، بیوتکنولوژی و اینترنت اشیا ایجاد کرده‌اند. بر اساس آمارهای موجود، حدود ۱۲ درصد از مدیران عامل شرکت‌های دانش‌بنیان در ایران را زنان تشکیل می‌دهند. این در حالی است که زنان ۳۲ درصد از اعضای شرکت‌های اقتصادی و ۲۰ درصد از مدیران مراکز کارآفرینی را نیز شامل می‌شوند. 
با این حال، این میزان مشارکت با ظرفیت‌ها و توانمندی‌های زنان ایرانی فاصله دارد. به همین دلیل، معاونت امور زنان و خانواده ریاست‌جمهوری هدف‌گذاری کرده است تا سهم زنان در حوزه‌های استارتاپی و دانش‌بنیان را به ۳۰ درصد افزایش دهد. در این راستا، حمایت‌های دولتی و خصوصی از استارتاپ‌های زن‌محور افزایش یافته است. برای مثال، برنامه‌هایی برای آموزش زنان روستایی و عشایری جهت ورود به استارتاپ‌ها و بهره‌برداری از فضای مجازی برای فروش محصولاتشان اجرا شده است. 
همچنین، آمارها نشان می‌دهد که استان لرستان با ۳۲ درصد، بالاترین میزان مشارکت زنان در مدیریت شرکت‌های دانش‌بنیان را دارد، در حالی که این میزان در تهران ۱۶ درصد است. این تفاوت‌ها نشان‌دهنده نیاز به برنامه‌ریزی منطقه‌ای و محلی برای افزایش حضور زنان در حوزه‌های نوآوری و فناوری است. 

## چالش‌ها و موانع
با وجود دستاوردهای چشمگیر، زنان ایرانی در مسیر پیشرفت علمی و فناورانه با چالش‌ها و موانعی متعددی مواجه هستند. محدودیت‌های فرهنگی، نگرش‌های سنتی نسبت به نقش جنسیتی، عدم دسترسی برابر به منابع و فرصت‌های تحقیقاتی از جمله این موانع به شمار می‌آیند. علاوه بر این، مشکلات مربوط به تأمین مالی پروژه‌های تحقیقاتی و حمایت‌های دولتی نیز از دیگر مسائلی هستند که بر رشد زنان در این حوزه تأثیرگذارند.  

## جمع‌بندی
زنان در دانش و فناوری ایران همواره نمونه‌ای از پشتکار، نوآوری و مشارکت فعال در توسعه علمی و اقتصادی کشور بوده‌اند. از طریق تحصیل در دانشگاه‌ها، ثبت اختراعات، شرکت در پژوهش‌های علمی و تأسیس استارتاپ‌های نوآورانه، آنان نشان داده‌اند که می‌توان با غلبه بر موانع و چالش‌های موجود، به دستاوردهای چشمگیری دست یافت. نقش آنان نه تنها در ارتقای سطح علمی کشور، بلکه در ایجاد تحولات اجتماعی و اقتصادی نیز مشهود است.